# Макубецу
Макубецу (яп. 幕別町 Макубэцу-тё:) — посёлок в Японии, находящийся в уезде Накагава округа Токати губернаторства Хоккайдо. Площадь посёлка составляет 477,68 км², население — 27 667 человек (30 июня 2014), плотность населения — 57,92 чел./км².

## Географическое положение
Посёлок расположен на острове Хоккайдо в губернаторстве Хоккайдо. С ним граничат город Обихиро, посёлки Отофуке, Икеда, Тоёкоро, Тайки и село Сарабецу.

## Население
Население посёлка составляет 27 667 человек (30 июня 2014), а плотность — 57,92 чел./км². Изменение численности населения с 1980 по 2005 годы:
| 1980 | 22 390 чел. |  |
| 1985 | 23 497 чел. |  |
| 1990 | 23 408 чел. |  |
| 1995 | 24 240 чел. |  |
| 2000 | 26 080 чел. |  |
| 2005 | 26 868 чел. |  |

## Символика
Деревом посёлка считается дуб зубчатый, цветком — Phlox subulata, птицей — лебедь.